# Bataille de Bellevue
Guerre franco-prussienne
Batailles
- Chronologie de la guerre franco-prussienne de 1870
- Sarrebruck (08-1870)
- Wissembourg (08-1870)
- Forbach-Spicheren (08-1870)
- Wœrth (08-1870)
- Bitche (08-1870)
- Phalsbourg (08-1870)
- Borny-Colombey (08-1870)
- Strasbourg (08-1870)
- Mars-la-Tour (08-1870)
- Toul (08-1870)
- Gravelotte (08-1870)
- Metz (08-1870)
- Nouart (08-1870)
- Beaumont (08-1870)
- Noisseville (08-1870)
- Sedan (08-1870)
- Montmédy (09-1870)
- Soissons (09-1870)
- Siège de Paris et chronologie du siège (09-1870)
- Nompatelize (10-1870)
- Bellevue (10-1870)
- Châtillon (10-1870
- Châteaudun (10-1870)
- Buzenval (10-1870)
- Bourget (10-1870)
- Dijon (10-1870)
- Belfort (11-1870)
- La Fère (11-1870)
- Langres (11-1870)
- Bouvet et Meteor (navale) (11-1870)
- Coulmiers (11-1870)
- Thionville (11-1870)
- Châtillon-sur-Seine (11-1870)
- Villers-Bretonneux (11-1870)
- Beaune-la-Rolande (11-1870)
- Champigny (11-1870)
- Orléans (12-1870)
- Loigny (12-1870)
- Châteauneuf (12-1870)
- Beaugency (12-1870)
- Longeau (12-1870)
- l’Hallue (12-1870)
- Siège de Péronne (1871)
- Bapaume (01-1871)
- Villersexel (01-1871)
- Le Mans (01-1871)
- Héricourt (01-1871)
- Saint-Quentin (01-1871)
- Buzenval (01-1871)

La bataille de Bellevue également appelée bataille de Ladonchamps ou encore bataille des Tappes eut lieu le 7 octobre 1870, près de Metz, durant la guerre franco-prussienne. Elle se termina par une victoire prussienne.

## Forces en présence
Garde Impériale
- 1er régiment de voltigeurs
- 2e régiment de voltigeurs
- 3e régiment de voltigeurs
- 4e régiment de voltigeurs
- Régiment de zouaves de la Garde impériale
- Bataillon de chasseurs à pied de la Garde impériale[1]

Infanterie de ligne
- 25e régiment d'infanterie de ligne
- 26e régiment d'infanterie de ligne
- 28e régiment d'infanterie de ligne
- 70e régiment d'infanterie de ligne
- 75e régiment d'infanterie de ligne
- 80e régiment d'infanterie de ligne
- 91e régiment d'infanterie de ligne
- 94e régiment d'infanterie de ligne
- 95e régiment d'infanterie de ligne
- 98e régiment d'infanterie de ligne
- 100e régiment d'infanterie de ligne

Chasseurs à pied
- 5e bataillon de chasseurs à pied
- 11e bataillon de chasseurs à pied

Artillerie
- 14e régiment d'artillerie

## La bataille
Les armées françaises sous les ordres du maréchal Bazaine essayèrent de passer au travers des lignes prussiennes en sortant de la ville de Metz. Leur tentative ne fut pas couronnée de succès et les troupes françaises furent repoussées dans la ville, perdant 1 193 soldats et 64 officiers. Les Prussiens perdirent eux, 1 703 soldats et 75 officiers.